# Nakhon Sawan
Nakhon Sawan, (thai:  นครสวรรค์) är en provins (changwat) i centrala Thailand. Provinsen hade år 2000 1 090 379 invånare på en areal av 9 597,7 km². Provinshuvudstaden är Nakhon Sawan city.

## Administrativ indelning
Provinsen är indelad i 15 distrikt (amphoe). Distrikten är i sin tur indelade i 130 subdistrikt (tambon) och 1 328 byar (muban). 